# Uładzimir Bazanau
Uładzimir Alaksandrawicz Bazanau (biał. Уладзімір Аляксандравіч Базанаў, ros. Владимир Александрович Базанов, Władimir Aleksandrowicz Bazanow; ur. 29 listopada 1957 we wsi Bardinskoje) – radziecki i białoruski wojskowy i polityk, od 2012 roku deputowany do Izby Reprezentantów Zgromadzenia Narodowego Republiki Białorusi V i VI kadencji; pułkownik. Przewodniczący Białoruskiego Związku Piłki Nożnej (2019–2023).

## Życiorys
Urodził się 29 listopada 1957 roku we wsi Bardinskoje, w rejonie babajewskim obwodu wołogodzkiego Rosyjskiej FSRR, ZSRR. Ukończył Kołomeńską Wojskową Wyższą Szkołę Artyleryjską ze specjalnością „dowódcza artyleria taktyczna” i Wojskową Akademię Artyleryjską im. Kalinina ze specjalnością „dowódczo-sztabowa operacyjno-taktyczna wojsk rakietowych i artylerii”. Posiada stopień pułkownika.
Odbywał służbę wojskową w jako dowódca plutonu, dowódca baterii, szef sztabu dywizjonu, dowódca dywizjonu, szef sztabu brygady, dowódca pułku artyleryjskiego, dowódca brygady rakietowej, zastępca komisarza wojskowego obwodu, komisarza wojskowego komisariatu wojskowego obwodu brzeskiego. Był deputowanym do Brzeskiej Obwodowej Rady Deputowanych XXIV, XXV i XXVI kadencji. Pełni funkcję przewodniczącego obwodowego oddziału Białoruskiego Związku Weteranów Wojny w Afganistanie. Jest członkiem rady i prezydium obwodowego oddziału Republikańskiego Zjednoczenia Społecznego „Biała Ruś”.
18 października 2012 roku został deputowanym do Izby Reprezentantów Zgromadzenia Narodowego Republiki Białorusi V kadencji z Brzeskiego-Pogranicznego Okręgu Wyborczego Nr 4. Pełnił w niej funkcję zastępcy przewodniczącego Stałej Komisji ds. Bezpieczeństwa Narodowego. 11 października 2012 roku został deputowanym do Izby Reprezentantów VI kadencji z tego samego okręgu. Pełnił w niej funkcję zastępcy przewodniczącego tej samej komisji.
Przewodniczący Białoruskiego Związku Piłki Nożnej od 2019 roku.
20 listopada 2020 r. na listach sankcyjnych Litwy, Łotwy i Estonii.
30 listopada 2021 Uładzimir Bazanau i jego żona zostali zatrzymani w Czechach, kiedy przyjechał z kobiecą drużyną na mecz. Czeska policja oskarżyła Bazanowa o naruszenie przepisów dotyczących COVID-19 i stwierdziła, że nie ma prawa wjeżdżać do kraju. 1 grudnia dowiedział się o ich deportacji z kraju, cofnięto im wizy Schengen.
22 marca 2023 roku wycofał swoją kandydaturę w zwykłych wyborach prezesa Białoruskiego Związku Piłki Nożnej i został zastępcą nowego prezesa Białoruskiego Związku Piłki Nożnej Mikałaja Szarsniewa.

## Odznaczenia
- Order Czerwonej Gwiazdy (ZSRR)[1];
- Order „Za służbę Ojczyźnie” II klasy[1];
- Order „Za służbę Ojczyźnie w Siłach Zbrojnych ZSRR” III klasy (ZSRR)[1];
- Medal „Za wyróżnienie w służbie wojskowej”[1];
- 25 medali ZSRR i Białorusi[1].

## Życie prywatne
Uładzimir Bazanau jest żonaty, ma dwóch synów.